# دانیبروک (داکوتای شمالی)
دانیبروک(به انگلیسی: Donnybrook) شهری در ایالت داکوتای شمالی کشور ایالات متحده آمریکا است که جمعیت آن در سرشماری سال ۲۰۱۰ میلادی، ۵۹ نفر بوده‌است.